# Liste der Nummer-eins-Hits in den Hot Dance Airplay Charts (2006)
| Singles |
| --- |
| - Madonna – Hung Up - 9 Wochen (12. November – 6. Januar 2006) - Mariah Carey – Don’t Forget About Us - 3 Wochen (7. Januar – 27. Januar) - Cascada – Everytime We Touch - 3 Wochen (28. Januar – 17. Februar) - Madonna – Sorry - 7 Wochen (18. Februar – 7. April) - Mary J. Blige – Be Without You - 3 Wochen (8. April – 28. April) - Rihanna – SOS - 8 Wochen (29. April – 23. Juni) - Madonna – Get Together - 1 Woche (24. Juni – 30. Juni, insgesamt 4 Wochen) - Nick Lachey – What’s Left of Me - 2 Wochen (1. Juli – 14. Juli) - Madonna – Get Together - 3 Wochen (15. Juli – 4. August, insgesamt 4 Wochen) - Rihanna – Unfaithful - 3 Wochen (5. August – 25. August) - Christina Aguilera – Ain’t No Other Man - 5 Wochen (26. August – 29. September) - Justin Timberlake – SexyBack - 3 Wochen (30. September – 20. September) - Peter Luts & Dominico – What a Feeling - 3 Wochen (21. September – 10. November) - Madonna – Jump - 5 Wochen (11. November – 15. Dezember) - Justin Timberlake feat. T.I. – My Love - 8 Wochen (16. Dezember – 9. Februar 2007) |